# Melica subulata
Melica subulata là một loài thực vật có hoa trong họ Hòa thảo. Loài này được (Griseb.) Scribn. mô tả khoa học đầu tiên năm 1885.

## Hình ảnh

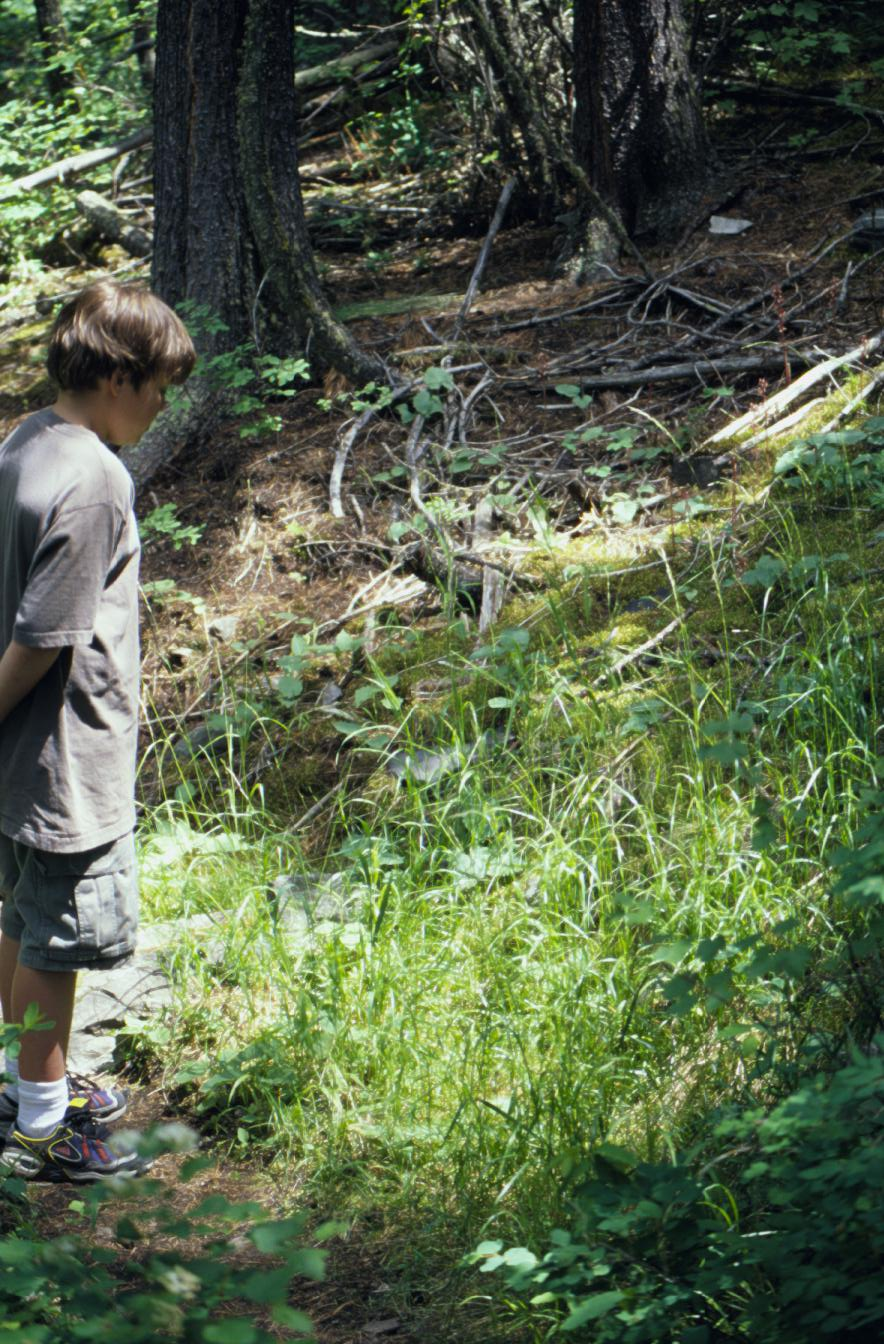
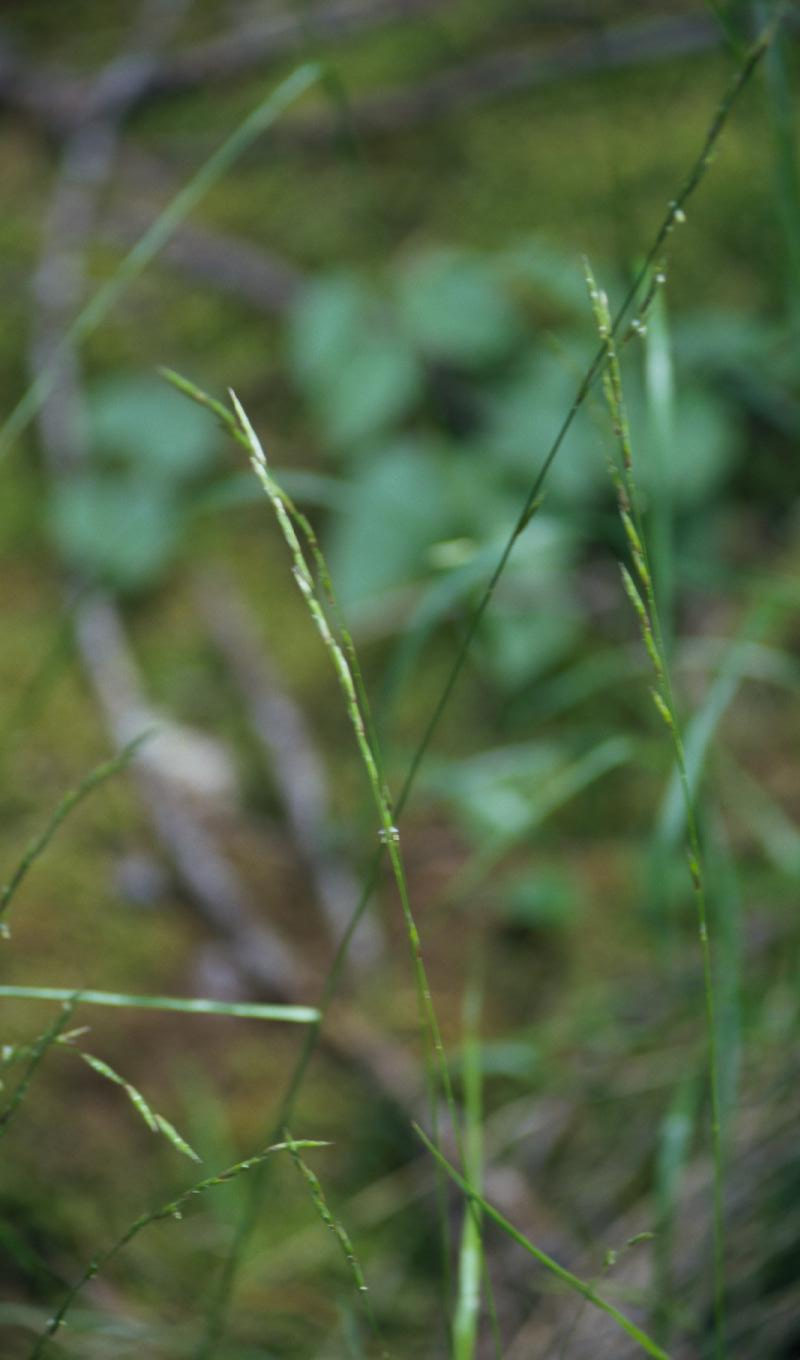